# Vatslav Vorovskiy
Die Vatslav Vorovskiy (russisch Вацлав Воровский, deutsch transkribiert Wazlaw Worowski) war ein Kreuzfahrtschiff der Joint Venture „Tais-Sport“ und wurde 1959 als Linienschiff auf der Werft im VEB Mathias-Thesen-Werft in Wismar in der DDR für die Murmansker Staatliche Seereederei in Murmansk (Sowjetunion) gebaut. Es gehört zur Mikhail-Kalinin-Klasse, Projekt 101, deutsche Bezeichnung Seefa 340 – Seefahrgastschiff für 340 Passagiere. Das Schiff trägt den Namen des sowjetischen Botschafters Wazlaw Wazlawowitsch Worowski (polnisch Wacław Worowski).

## Beschreibung
Das Schiff wurde 1959 in der DDR für die Sowjetunion gebaut und am 22. Dezember 1959 bei der Seereederei in Murmansk in Dienst gestellt. Es gehört zu einer von 1958 bis 1964 hergestellten Baureihe von 19 Schiffen.
Im Laufe von 30 Jahren war die Vatslav Vorovskiy Flaggschiff der Murmansker Seereederei und öffnete die sowjetische Arktis für Touristen. Als erstes Schiff in der Welt machte die Vatslav Vorovskiy ab 5. September 1966 transarktische Kreuzfahrten auf der Strecke Murmansk – Hayes-Insel – Dikson – Dudinka – Norilsk – Waigatsch – Solowezki-Inseln – Archangelsk – Murmansk. Mehrmals wurde das Schiff auch auf der Transatlantik-Strecke Murmansk – Kuba eingesetzt.
Von 1984 bis 1988 wurde das Schiff von der MinNefteGazStroi betrieben und nach der Außerdienststellung im Jahre 1988 gab es Pläne, es in ein Hotelschiff zu verwandeln. Nach dem Zerfall der Sowjetunion war das nichtbewachte Schiff leichte Beute für Metalldiebe. Das Schiff wurde in Brand gesteckt und liegt fast völlig gesunken auf den Felsen der Insel Smeiny (Position 60° 39′ 0,1″ N, 28° 37′ 33,5″ O) im Meerbusen von Wyborg (finnisch Viipurinlahti).

## Ausstattung
Alle 1-, 2-, 3-, 4- und 6-Bettenkabinen auf vier Decks wurden im Rahmen der Modernisierung mit Dusche und WC ausgestattet. Darüber hinaus standen Musiksalon und Tanzfläche, Bar, Kiosk, Schwimmbasin, Bibliothek, Lazarett, Dienstleistungsraum und Kabine für Mutter und Kind zur Verfügung.